# Paquita Torres
Paquita Torres (Bailén, 22 aprile 1948) è una modella e attrice spagnola, eletta Miss Spagna nel 1966.

## Biografia
Proveniente da provincia di Malaga è stata eletta all'età di 18 anni Miss Spagna nel 1966. L'anno successivo vinse a Nizza i titoli di Miss Europa e Miss Mediterraneo. La donna poi partecipò a Miss Universo 1966 con buoni risultati.
Sposò il giocatore di pallacanestro Clifford Luyk, con il quale ha avuto 3 figli, uno dei quali morì nel 2008 per una forma tumorale. In seguito divenne attrice.

## Filmografia
- Los que tocan el piano (1968)
- Objetivo: bi-ki-ni (1968)
- Mi marido y sus complejos (1969)
- Susana, regia di Mariano Ozores (1969)